# Relax (àlbum)
Relax és el cinquè i darrer àlbum d'estudi de la banda espanyola Los Piratas. Es va publicar el 5 de maig de 2003 per la Warner Music Group i va comptar amb la producció de Suso Saiz. Fou l'últim treball amb material inèdit de la banda abans de la seva dissolució.

## Producció
Es tracta d'una edició especial que conté quatre CDs en format digipack. També van editar una versió senzilla de l'àlbum format per les dotze cançons principals. Els dos primers CDs contenen cançons vocals mentre que els dos restants contenen cançons força instrumentals i experimentals a banda de versions sobre temes de les bandes Hombres G, 091 i Antonio Machín.
L'enregistrament del disc es va realitzar totalment als estudis IZ de Sant Sebastià amb la producció de Suso Saiz. Aquest procés es va realitzar en diverses sessions no prefixades per tal de treballar tranquil·lament i trobar el so desitjat. Va esdevenir el més electrònic i dens de la seva discografia, una aposta clara per l'experimentació i el minimalisme que porta l'electrònica a un nivell superior, deixant les guitarres sense protagonisme per primera vegada. Novament van demostrar el seu inconformisme i autocomplaença per no seguir amb la fórmula de l'èxit que havien trobat i buscar una nova direcció. Per una banda experimenten amb la música electrònica, ambient, chill out, blues i orquestracions jazz, i per l'altra eliminen tot el que no calia, com el so guitarrístic que els caracteritzava, per tal que fos molt auster.
Van iniciar una gira per Espanya setmanes després de la seva publicació. En finalitzar la gira van anunciar una parada temporal per dedicar-se a realitzar projectes en solitari, tot i que finalment la dissolució fou permanent.

## Llista de cançons
Totes les cançons foren escrites i compostes per Los Piratas. 
| 1.            | «Ansiedad»    | 4:42  |
| 2.            | «Inerte»      | 2:34  |
| 3.            | «Respuestas»  | 5:01  |
| 4.            | «Reiniciar»   | 5:18  |
| 5.            | «Comernos»    | 3:54  |
| 6.            | «Tio Vivo»    | 4:56  |
| 7.            | «Recuerdo»    | 3:01  |
| 8.            | «Búnker»      | 3:48  |
| 9.            | «Audrey»      | 3:12  |
| 10.           | «Dinero»      | 3:34  |
| 11.           | «Mirma»       | 4:54  |
| 12.           | «Dos Partes»  | 10:43 |
| Durada total: | Durada total: | 55:37 |

| 1.            | «Inerte»                                                                |                                | 3:02  |
| 2.            | «Años 90»                                                               |                                | 2:42  |
| 3.            | «Esta es tu vida» (extreta de Voy a pasármelo bien, tribut a Hombres G) | Daniel Mezquita, David Summers | 4:44  |
| 4.            | «Otros como yo» (extreta de Partiendo de 0, homenatge a 091)            | José Ignacio García Lapido     | 4:49  |
| 5.            | «Bésame mucho» (extreta de la BSO de Machín: toda una vida)             | Consuelo Velázquez             | 5:29  |
| 6.            | «Pista multimèdia»                                                      |                                | 7:46  |
| Durada total: | Durada total:                                                           | Durada total:                  | 27:32 |

| 1.            | «Respuestas»       | 4:48  |
| 2.            | «Santadrenalina»   | 2:28  |
| 3.            | «Amm bien one»     | 4:54  |
| 4.            | «Año nuevo»        | 2:05  |
| 5.            | «Dios.net»         | 3:51  |
| 6.            | «Misolidio»        | 1:24  |
| 7.            | «Mientras»         | 1:58  |
| 8.            | «Gollum»           | 1:48  |
| 9.            | «Bossados»         | 2:00  |
| 10.           | «Desfas»           | 4:22  |
| 11.           | «Goreki sampler»   | 1:41  |
| 12.           | «Policía ácida»    | 1:46  |
| 13.           | «Nueva disco»      | 3:02  |
| 14.           | «A dormir»         | 3:14  |
| 15.           | «Popo placevo 1»   | 1:54  |
| 16.           | «Ragga movirektor» | 1:49  |
| Durada total: | Durada total:      | 43:04 |

| 1.            | «Dinero»                       | 3:33  |
| 2.            | «π2.1&»                        | 12:46 |
| 3.            | «Con Eva»                      | 5:08  |
| 4.            | «Rettm»                        | 1:24  |
| 5.            | «El maestro de violín»         | 2:16  |
| 6.            | «Idea 16/03/2002»              | 2:11  |
| 7.            | «Wasempty»                     | 3:33  |
| 8.            | «Toms»                         | 9:23  |
| 9.            | «Rings folk»                   | 2:40  |
| 10.           | «Virus»                        | 2:39  |
| 11.           | «Se lo montan»                 | 5:15  |
| 12.           | «O mandil»                     | 3:10  |
| 13.           | «Globalizatione capitalistica» | 2:49  |
| 14.           | «90000»                        | 1:46  |
| 15.           | «Media hora más»               | 2:01  |
| 16.           | «Uces voces»                   | 1:13  |
| 17.           | «Garota»                       | 2:23  |
| Durada total: | Durada total:                  | 64:10 |

- La pista multimèdia del CD2 inclou dos videoclips de les cançons «Inerte» i «Esta es tu vida», el primer produït per J.L. Santalla i Paco Serén, i el segon per Serén.

## Crèdits
| Los Piratas - Paco Seren - Pablo Álvarez - Alfonso Román - Javier Fernández (Hall 9000) - Iván Ferreiro Músics addicionals - Pello Ramírez - violoncel - Lerman Nieves - contrabaix - Francisco Herrero - viola - Miren Zeberio - violí - Xabier Zebeiro - violí | Equip tècnic - Producció: Suso Saiz - Disseny: MadSanta - Enregistrament i mescles: Mikel F. Krutzaga - Assistència mescles: Joaquín Pizarro - Fotografia: Piratas, José Luis Santalla |